# Aire d'attraction de Saint-Geours-de-Maremne
L'aire d'attraction de Saint-Geours-de-Maremne est un zonage d'étude défini par l'Insee pour caractériser l’influence de la commune de Saint-Geours-de-Maremne sur les communes environnantes.

## Définition
L'aire d'attraction d'une ville est composée d’un pôle, défini à partir de critères de population et d’emploi ainsi que d’une couronne constituée des communes dont au moins 15 % des actifs travaillent dans le pôle. Le pôle d’attraction constitue ainsi un point de convergence des déplacements domicile-travail,.

## Type et composition
L’aire d'attraction de Saint-Geours-de-Maremne est une aire intra-départementale qui ne comporte qu'une communes dans les Landes.
Elle est catégorisée dans les aires de moins de 50 000 habitants, une catégorie qui regroupe 16,5 % de la population de Nouvelle-Aquitaine et 12,2 % au niveau national.

### Carte

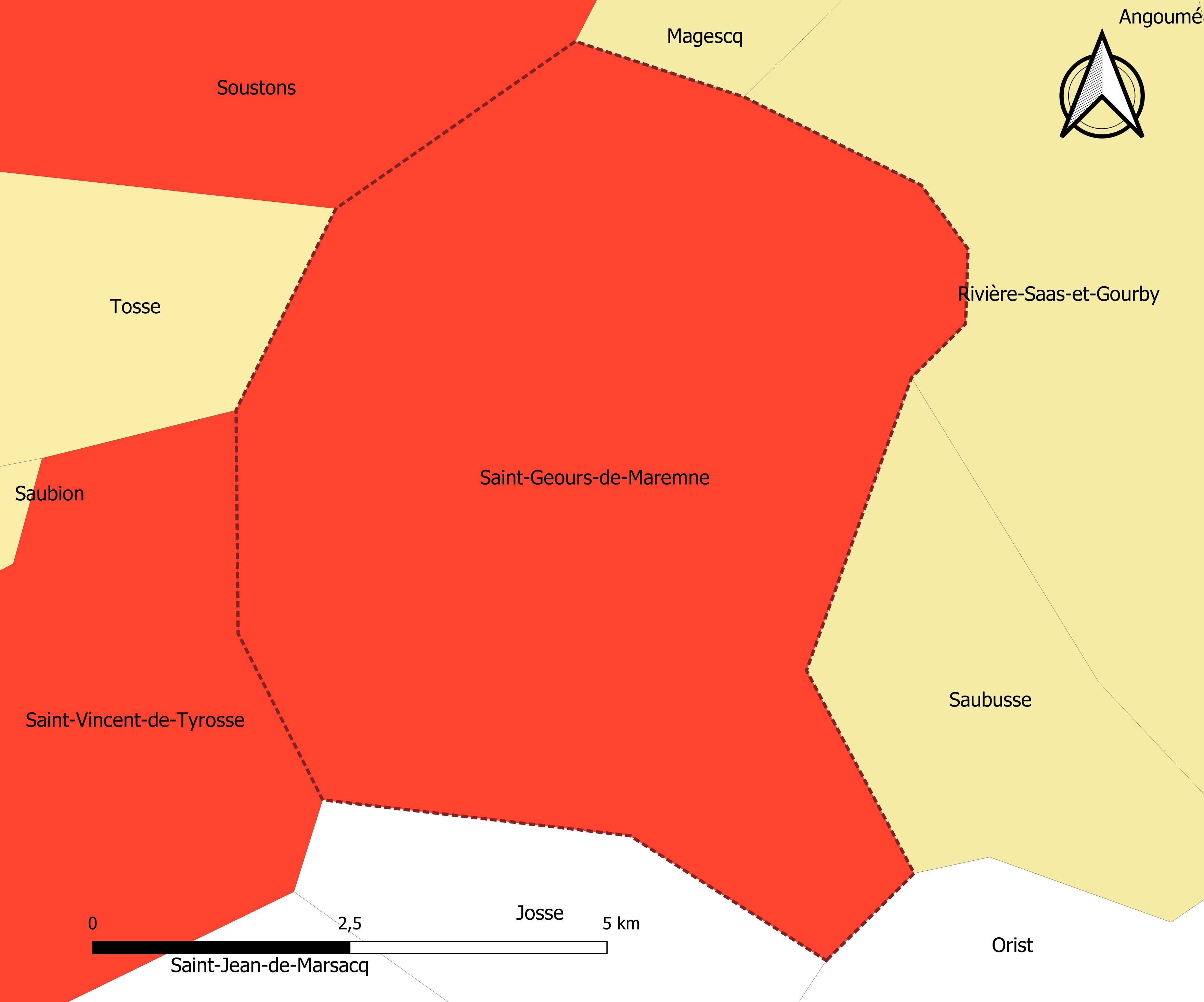
Carte de l'aire d'attraction de Saint-Geours-de-Maremne.
Commune-centre

### Composition communale
| Nom                                      | Code Insee | Département | Statut         | Superficie (km2) | Population (dernière pop. légale) | Densité (hab./km2) | Modifier                                    |
| ---------------------------------------- | ---------- | ----------- | -------------- | ---------------- | --------------------------------- | ------------------ | ------------------------------------------- |
| Saint-Geours-de-Maremne (commune-centre) | 40261      | Landes      | commune-centre | 42,90            | 2 946 (2022)                      | 69                 | modifier les données · modifier les données |